# Астрид Олафсдоттир
Астрид Олофсдоттер (норв. Astrid Olavsdatter; ум. 1035) — шведская принцесса, королева-консорт Норвегии, жена Олафа II.

## Биография
Астрид была дочерью короля Олафа Шведского и его наложницы Эдлы. Она была сестрой королей Швеции Анунда Якоба и Эмунда Старого. Она и Эмунд плохо относились к мачехе, королеве Эстрид, и воспитывались приёмными родителями. Астрид был отправлена к человеку по имени Эгиль в Вестергётланда.
В 1016 году между Норвегией и Швецией было решено заключить мирный союз, скреплённый королевским браком. Дворяне обеих стран пытались организовать брак между королем Олавом  Норвежским и сестрой Астрид, принцессой Ингигердой Шведской. Сначала король Олафа Шведский согласился, но нарушил своё обещание — он предпочёл отдать дочь за князя новгородского и киевского Ярослава Мудрого, когда тот пожелал взять её в жёны. В Сарпсборге 1019 году за Олава Норвежского вместо своей сестры была выдана Астрид. Некоторые источники утверждают, что Астрид заменила Ингигерду по желанию своего отца. Другие источники утверждают, что брак произошёл против воли её отца, из-за союза короля Олава Норвежского со шведским яролом Рёгнвальдом Ульвссоном.
Астрид описывалась как красивая, умная и щедрая женщина, которая всем нравилась. Она была матерью Вульфхильды Норвежской (1020—1070), которая вышла замуж за Ордульфа, герцога Саксонии, и мачехой короля Магнуса Доброго, с которым у неё были хорошие отношения. В 1030 году король был убит, и Астрид овдовела. Она покинула Норвегию и обосновалась при шведском дворе, где заняла высокое положение. Когда её пасынок Магнус посетил Сигтуну в борьбе за норвежский трон, она оказала ему официальную поддержку и призвала Швецию сделать то же самое.